# Cosmote
Cosmote Telekom es una empresa de telefonía móvil de Grecia, subsidiaria de la OTE (en griego, Οργανισμός Τηλεπικοινωνιών Ελλάδος, 'Organismo de Telecomunicaciones de Grecia'). Cosmote es una de las empresas europeas del ramo de comunicaciones celulares de mayor rentabilidad. Su sede está ubicada en Atenas.